# Tabanus argentifrons
Tabanus argentifrons är en tvåvingeart som beskrevs av Walker 1848. Tabanus argentifrons ingår i släktet Tabanus och familjen bromsar. Inga underarter finns listade i Catalogue of Life.